# Клаудіо Аббадо
Кла́удіо Абба́до (італ. Claudio Abbado; 26 червня 1933, Мілан — 20 січня 2014, Болонья) — італійський диригент і музичний діяч.
Керівник театру «Ла Скала» (в 1971—1986), Віденської державної опери (в 1986—1991) і одночасно Віденського (з 1971), Лондонського (1979—1987), Берлінського (1989—2002) симфонічних оркестрів.
Син відомого скрипаля Мікеланджело Аббадо. Закінчив консерваторію ім. Верді в Мілані, стажувався у Віденській академії музики й виконавського мистецтва. Лауреат 1-ї премії на конкурсах диригентів в США, ім. С.Кусевицького (1958) і Д. Митропулоса (1963).
Дебютував в опері в 1965 році на Зальцбурзькому фестивалі («Севільський цирульник»).
Гастролює в багатьох країнах, у тому числі в 1974 році — у Москві, з театром «Ла Скала». У репертуарі класичні й сучасні італійські опери, оркестрові твори рубежу XIX–XX століть. Манері Клаудіо Аббадо властивий спокійний, владний жест і стриманість (диригує напам'ять).
В 1985 році у Лондоні Аббадо організував й очолив фестиваль «Малер, Відень і XX століття». В 1988 році поклав початок щорічний фестиваль у Відні («Він модерн»), що спочатку був присвячений сучасній музиці, але поступово охопив усі сфери сучасного мистецтва. В 1991 році засновує Міжнародний конкурс композиторів у Відні. В 1992 році Аббадо і Наталія Гутман заснували фестиваль камерної музики «Берлінські зустрічі». З 1994 року є художнім керівником Зальцбурзького великоднього фестивалю.
1978 року заснував Молодіжний оркестр Європейського Союзу, 1986 року — Молодіжний оркестр ім. Густава Малера, ставши його художнім керівником і головним диригентом; також є художнім радником камерного оркестру Європи.
Нагороджений багатьма нагородами, серед яких Великий хрест ордена «За заслуги перед Італійською Республікою», Орден Почесного Легіону, Великий Хрест «За заслуги» Німеччини, Почесне Кільце міста Відня, Великий Золотий Почесний знак Австрійської Республіки. Лауреат Премії Ернста фон Сіменса.